# Boris Vian
Boris Vian [vjã], pseudonym Vernon Sullivan (10. března 1920 – 23. června 1959), byl francouzský prozaik, novinář a kritik, jazzový hudební skladatel, trumpetista, dramatik, písničkář, herec, malíř, překladatel, scenárista a člen kolegia patafyziky. Jeho nejznámějším románem je Pěna dní (L'Écume des Jours) z roku 1947.
Vian trpěl vrozenou srdeční chorobou, která pravděpodobně ovlivnila jeho hektický způsob života a práce.

## Život
Narodil se v rodině vzdělaného obchodníka jako druhé ze čtyř dětí. Studoval jazyky, literaturu a studia zakončil na technice. Roku 1942 se seznámil s Claudem Abadiem, a poté se Vian stal hudebníkem v jeho jazzovém orchestru. Druhá světová válka se Viana nijak nedotkla, neboť ji prožil mezi hudbou a mejdany. Pro nedostatek peněz byl Vian v roce 1945 nucen hledat práci, kterou nalezl ve Francouzském normalizačním úřadu. Od roku 1946 pracoval v Živnostenské komoře papírenského průmyslu. V této době napsal několik děl, která však byla vydána až později. Jeho první román Naplivu na vaše hroby (1946) se stal ve Francii bestsellerem a umožnil Vianovi stát se finančně nezávislým. Vian román prezentoval jako dílo Vernona Sullivana, Američana černé pleti, sám sebe uváděl pouze jako překladatele. Přestože mystifikace vyšla brzy najevo, Vian pod Sullivanovým jménem vydal ještě další tři romány. Příběh vyvolal bouři nevole mezi francouzskými kritiky pro své sadistické a pornografické motivy. Nakladatel tohoto díla byl obžalován pro nemravnost a Vian odsouzen k 15 dnům vězení.
O rok později vyšel Vianův nejslavnější román Pěna dní, který se stal populárním až po Vianově smrti.
Vian zemřel při promítání filmové verze románu Naplivu na vaše hroby na srdeční selhání.

## Dílo
V jeho dílech se objevuje více témat, která by šlo označit jako stěžejní (úzkostlivé stavy vyvolané nemocí, kritika církve, militarismu, sociální péče, aj.). Tato témata se mísí s jakousi idealizací lásky. Dále u něj lze najít prvky existencialismu jako je pocit strachu z nepřátelské společnosti a útoky proti ní.

### Romány
- Pěna dní (L'Écume des Jours, 1947)
- Srdcerváč (L'Arrache-cœur, 1953)
- Podzim v Pekingu (L'Automne à Pékin, 1947)
- Červená Tráva (l'Herbe rouge, 1950)

### Romány Vernona Sullivana
- Naplivu na vaše hroby (J'irai cracher sur vos tombes, 1946)
- U mrtvých na barvě kůže nesejde (Les morts ont tous la même peau, 1947)
- Zabte ošklivé (Et on tuera tous les affreux, 1948)
- Holky nemaj ponětí (Elles se rendent pas compte, 1950)

### Sbírky povídek
- Rozruch v Andénách (Troubles dans les andains, 1966) – absurdní „detektivní“ povídka
- Motolice a plankton (Vercoquin et le plancton, 1947) – povídky o příhodách Majora
- Mravenci (Les Fourmis, 1949) – převážně antimilitaristické
- Flanďákova koupel (Le Ratichon Baigneur, 1981)
- Vlkodlak (Le Loup-Garou, 1970)
- Podšité chvilky

### Dramata
- Rozčtvrcení pro všechny (L'Équarrissage pour tous, 1947)
- Svačinka generálů (Le Goûter des généraux, 1951)
- Budovatelé říše (Les Bâtisseurs d'Empire, 1957)

### Písně
Boris Vian se proslavil také písňovou tvorbou. Nejznámější písní se pravděpodobně stala Le Déserteur (1954), ve které vyjádřil svůj protest proti válce v Alžírsku. Tato píseň byla ve Francii zakázána. Původní znění posledních dvou veršů nebylo až tak pacifistické (…upozorněte své četníky, že budu ozbrojen a vím, jak se střílí), ale Boris Vian později akceptoval úpravu, kterou provedl jeho přítel Marcel Mouloudji. Českou verzi nazpíval Jaromír Nohavica podle překladu Miloše Rejchrta.

### Česká vydání (abecedně)
- Boris Vian

vydala Jazzové sekce MH jako přílohu bulletinu Jazz, edice JazzPetit č. 4, Praha 1981, uspořádal: Patrik Ouředník, přeložili: Patrik Ouředník, Svatopluk Horečka, Jan Tomek, Radovan Krátký, grafická úprava: Joska Skalník. Obsahuje: Seznámení se životopisem Borise Viana, Rád by sem, Adam, Eva a třetí sex, Farářova vejce, Zmatek v Adénách, Náš malý muzikant, Mejdan u Léobilla, Saint Germain de Prés, Kronika lháře (VPPSPĚL), Kronika jazzu, Nemůžu si odpustit, Kronika lháře II (Dojmy americké), Dezertér, Vlkodlak, Svačinka generálů, Jeho Magnificenci o falzifikátorech války, Kronika lháře III (Návrh na totální likvidaci armády), Cesta do Khonostrova, Učenliví žáci, Blues pro černého kocoura, Ošklivý pan X, Budovatelé říše, Jacques Prévert: Můj milý Borisi, Vysvětelení
- Budovatelé říše / Les Battisseurs d’empire

přel. Jan Tomek, pozn. o autorovi, 96 stran,
Dilia (Malá řada, sv. 30), Praha 1966 (1. vydání); Jota, Brno 2007 (2. vydání)
- Červená tráva / L’Herbe rouge

přeložil Stanislav Jirsa, Aurora, Praha 2000 (3. vydání); přel. S. J., Argo, Praha 2009, il. P. Rút (4. vydání)
- Červená tráva; Srdcerváč / L’Herbe rouge; L’Ar rache-Coeur

přel. Stanislav Jirsa; Jozef Felix: Dvě stránky osobnosti a díla Borise Viana, doslov
Odeon, Praha 1971 (Červená tráva 1. vydání; Srdcerváč 1. vydání)
- Flanďákova koupel / Le Ratichon Baigneur

přeložil a předmluvu napsal Tomáš Kybal, Garamond, Praha 1998 (1. vydání), pozn.: sbírka časopiseckých povídek, obsahuje:, Práce pro psa, Kulturní radovánky, Velká hvězda, Flanďákova koupel, Pozor na orchestr, Frankfurt čistá ruka, Test, Dubnová děvčata, Vrah, Zvláštní sport, Pohnutka, Marta a Jan, Valčík, Mateřství, Impotent
- Flanďákova koupel; Vlkodlak / Le Ratichon Baigneur; Le Loup-Garou

Levné knihy KMa, Praha 2002
(Flanďákova koupel 2. vydání; Vlkodlak 2. vydání), pozn.: sbírka povídek (seznamy viz samostatná vydání titulů)
- Holky nemaj ponětí / Elles se rendent pas compte (autor Vernon Sullivan; z angličtiny „přeložil“ Boris Vian)

přeložil Felipe Serrano, ilustr. Richard Pešek,
Paseka, Praha, Litomyšl 1994
- Motolice a plankton / Vercoquin et le plancton

přeložil Petr Kyloušek, ilustroval Jan Steklík,
Jota, Brno 1995 (1. vydání); Garamond, Praha 2004 (2. vydání)
- Mravenci / Les Fourmis

přeložili Jiří Pelán a Patrik Ouředník; doslov napsal Jiří Pelán,
Volvox Globator, Praha 1994 (1. vydání), 2004 (2. vydání),
pozn.: jediná „oficiální“ sbírka povídek, vydaná ještě za autorova života. Obsahuje:, Mravenci, Učenliví žáci, Cesta do Konostrova, Rak, Instalatér, Liduprázdná cesta, Leklé ryby, Blues pro černého kocoura, Mlha, Modrá husa, Komparsista
- Naplivu na vaše hroby / J'irai cracher sur vos tombes (autor Vernon Sullivan )

přeložili Martin Řízek a Petr Turek, obálka a graf. úprava Michal Šiml,
Kra, Praha 1995 (1. vydání), přeložila Kateřina Vinšová, Aurora, Praha 2005 (2. vydání)
- Pěna dní / L’Ecume des jours

přel. Svatopluk Horečka; Jacques Bens: Svět stvořený slovy, doslov; Il. Václav Sivko,
Odeon, Praha 1967 (1. vydání);
přeložil Svatopluk Horečka, doslov Jiří Pelán, přebal a graf. úprava Milan Jaroš,
Mladá fronta, Praha 1994 (3. vydání);
pro edici Světová literatura LN vydalo nakl. Euromedia Group, Praha 2005 (4. vydání);
Argo, Praha 2011 (5. vydání)
- Pěna dní; Červená tráva / L’Ecume des jours; L’Herbe rouge

přel. Svatopluk Horečka, Stanislav Jirsa, Odeon, Praha 1985,
Pěna dní (2. vydání); Červená tráva (2. vydání)
- Podšité chvilky

přeložil Tomáš Kybal, Garamond, Praha 2001,
pozn.: sbírka povídek; Obsahuje:, I. Podšité chvilky: Pád; Hasiči; Důchodce, II. Pohádka pro průměrné lidi: Druhá verze (nedokončená); Náčrt pokračování, III. Pornografické spisy: Drankula; O užitečnosti erotické literatury
- Podzim v Pekingu / L'Automne à Pékin

přeložil Tomáš Kybal, doslov napsal Václav Jamek, ilustroval Jiří Sopko,
Práce, Praha 1994 (1. vydání); Garamond, Praha 2003 (2. vydání);
Argo, Praha 2011 (3. vydání)
- Průvodce po Saint-Germain-des-Prés

přeložil Tomáš Kybal, Garamond, Praha 2002
- Rozruch v Andénách / Troubles dans les Andains

přeložil Patrik Ouředník; předmluva Martin Hybler, obálka a graf. úprava Pavel Růt,
Volvox Globator, Praha 1992 (1. vydání), Praha 1996 (2. vydání)
- Srdcerváč / L’Arrache-Coeur

přeložil Stanislav Jirsa, Aurora, Praha 1999 (2. vydání);
Argo, Praha 2009 (3. vydání)
- U mrtvých na barvě kůže nesejde / Les morts ont tous la même peau (autor Vernon Sullivan)

přeložil Tomáš Kybal, Praha, Litomyšl, Paseka 1996
- Vlkodlak / Le Loup-Garou

přeložil Tomáš Kybal, Garamond, Praha 1999 (1. vydání), pozn.: soubor povídek z autorova nejplodnějšího období mezi roky 1945 a 1952. Obsahuje:
Vlkodlak, Zlaté srdce, Jižní hradby, Láska je slepá, Martin mi telefonoval, Marseille se začínala probouzet, Psi, touha a smrt, Smolaři, Strastiplný příběh, Myslitel, Mejdan u Léobilla, Voyeur, Nebezpečí klasiků
- Zabte ošklivé Crazy crimi erotic science & politic fiction / Et on tuera tous les affrueux (autor Vernon Sullivan )

přeložil Vladimír Landa, Jota, Brno 1994 (1. vydání), 2007 (2. vydání)

### Jiné
- Kroniky, texty, povídky

výbor, samizdat 1978; 1981, uspořádal a přel. Patrik Ouředník.
- Náš malý muzikant

přel. Patrik Ouředník ; Riziko plechového ráje;
Nové knihy, roč. 38, č. 14, 1998, s. 12
- Každému svého hada (rajská groteska)

překlad a rozhlasová adaptace Patrik Ouředník, ČRo Vltava, premiéra 11. 3. 2003.
Režie Hana Kofránková, účinkují Jiří Lábus, Jan Jiráň, Jaroslava Kretschmerová, Petr Vacek, Pavel Nový, Marek Eben, Jiřina Mencáková, Markéta Plánková, Barbora Popelková, Jana Sováková, Petr Vršek, Daniel Šváb a Miroslav Kořínek.
- Nerad bych zhebnul

přeložila Barbara Chvojková,
Literární noviny, roč. 6, č. 26, 1995, s. 9;
- Hlava medúzy (Boris Vian)

Aby našel inspiraci, nutí spisovatel svou ženu k nevěře. Jde o parodickou komedii milostných trojúhelníků, čtyřúhelníků a jiných víceúhelníků za doprovodu bebopové a swingové hudby.
To vše zdařile rozehrávají J. Lábus, J. Kretschmerová, P. Vacek, M. Janouš a M. Kořínek.
- Režie a úprava M.Lasica
- Výprava M. Melena
- Hudební adaptace M. Kořínek
- Dramaturgie J. Etlík.

- Hlava medúzy [grafika]

autor: Boris Vian,
barev. plakát 68 x 48 cm, potištěn po obou stranách, kresba: hlava s nápisy. Rub plakátu – inform. a snímky z představení. Studio Ypsilon Praha / Jan Schmid, Praha 1996
- Chansons

Vydavatelství: Divadlo v Dlouhé, Vydáno: 1997;
12 písňových textů B. Viana přeložených pro potřeby divadelního představení „Kabaret Vian-Cami“ /režie Jan Borna/. Některé z dotyčných písniček vyšly na CD (viz dále)
- Krátké písně z Dlouhé [CD]

obsahuje mimo jiné písně z Kabaretu Vian – Cami: Veselí řezníci (B.Vian/J.Walter/J.Dědeček), Žalozpěv o pokroku (B.Vian/A.Goraguer/J.Dědeček), Dezertér (B.Vian/B.Vian/H.Berg/J.Dědeček), Bij mě, Johnny (A.Goraguer/B.Vian/J.Dědeček); vydalo Divadlo v Dlouhé, Praha 2001, zpívají herci
- Pěna dní [grafika – plakát]

muzikál podle románu Borise Viana, hudba Milan Svoboda, text Jan Vedral, Divadlo ABC, Praha 1994
- Pěna dní  [zvukový záznam]

muzikál podle románu Borise Viana, Bonton, Praha 1994
- Praktická rukojeť Saint-Germain-des-Prés

přeložil Patrik Ouředník,
Labyrint revue, roč. 2002, č. 11–12, s. 235–239
- Setkání na poušti / Výňatek z románu Podzim v Pekingu

Nové knihy Č. 15, 1994, s. 10
- Světová literatura, 1/1967

obsahuje povídky Borise Viana: Malé zastavení (Le rappel), Mejdan u Léobilla (La surprise-party chez Lóbille), přel. Svatopluk Horečka